# Distretto di Rishiri
Il distretto di Rishiri (利尻郡?) è uno dei distretti della sottoprefettura di Sōya, Hokkaidō, in Giappone.
Attualmente comprende i comuni di Rishiri e Rishirifuji.